# Иван Христов (художник)
Вижте пояснителната страница за други личности с името Иван Христов.
Иван Кънчев Христов е български художник.

## Биография
Иван Кънчев Христов е роден през 1900 г. в град Видин. Завършва Втора мъжка гимназия в София и по желание на своя баща се записва в Юридическия факултет. По същото време посещава Държавното рисувално училище като частен ученик.
От 1920 г. до 1925 г. следва в Художествената академия, специалност „Живопис“ при професорите Никола Ганушев, Никола Маринов и Стефан Иванов.
От 1926 г. до 1927 г. специализира живопис в Мюнхен, един от най-големите европейски центрове на изкуството. Двегодишният престой завършва с първата му самостоятелна изложба, в която показва основно портрети, но и няколко пейзажни творби от Трявна, които са оценени високо от критиката.
След завръщането си в България работи като учител по рисуване в Столарското училище в Трявна, където по негова инициатива е създадена музейна сбирка, от която води началото си специализираният Музей за резбарско и зографско изкуство, а по-късно преподава и в мъжката гимназия „Александър I“ в Пловдив. Постепенно, той въвежда нови методи за преподаване, които се препоръчват на учителите по рисуване в цялата страна.
Христов рисува пейзажи от всички краища на България – Велико Търново, Габрово, Балчик, Видин, Белоградчик, Пловдив, където известно време работи и като художник към Народния музей.
От 1945 до смъртта му е художник на свободна практика.
В едно от последните си интервюта Иван Христов споделя:
| „ | ... Животът не е удоволствие. Цветовете са удоволствие. Живописта започва с цвета и завършва с мъдростта. А остава само онова изкуство, което съдържа мъдрост. Изкуството е вечната трайна следа на човека. | “ |

## Самостоятелни изложби
От 1926 г. до 1980 г. той представя над 50 самостоятелни изложби в едни от най-престижните галерии в Англия, Австрия, Германия, Индия, Италия, Полша, Унгария, Чехия.
Иван Христов е участвал във всички национални художествени изложби на СБХ от основаването му, както и в много представителни изложби в чужбина. През 1963 г. участва в обща национална изложба, експонирана в Ермитажа.
Негови картини са притежание на Лувър, ООН, НХГ – София, СГХГ, всички градски галерии в страната, Дрезденски художествени галерии, Музея на изящните изкуства в Будапеща, Националния музей в Шчечин – Полша, Националния музей в Шверин, Музеят „Анастаси Сима“ в Букурещ, Кметството на Рим, Висшите държавни институции на Германия, Русия, Полша, Румъния, Куба, Унгария, Президентство и Министерски съвет на България, Министерство на културата и много други обществени организации, министерства и ведомства, легации и посолства на България в чужбина, обществени и частни колекции в България и в чужбина.

## Награди
- 1937 – Златен медал на Международното изложение в Париж за картината „Созополски къщи“.
  - Орден за гражданска заслуга
- 1963 – Орден „Св. св. Кирил и Методий“
- 1966 – Удостоен със званието „Заслужил художник“
- 1971 – Народен орден на труда – Златен
  - Удостоен със званието „Народен художник“
- 1974 – Славейкова награда – Трявна
- 1975 – Орден „Народна република България“
- 1980 – Орден „Георги Димитров“
  - Удостоен със званието „Герой на социалистическия труд“
- 1985 – Орден „Георги Димитров“

Иван Христов е почетен гражданин на градовете Велико Търново и Трявна.

## Дарения
- 1969 г. – 10 картини, дарени на град Трявна
- 1974 г. – 22 картини, дарени на град Трявна
- 1982 г. – 30 картини, дарени на град Велико Търново

## Посмъртни изложби
- 2015 – По повод 115 години от рождението на Иван Христов:
  - „Българският пейзаж създаден от Иван Христов“ – Художествена галерия „Никола Петров“, Видин
- 2016 – „Изложба НЕ/ПОЗНАТИ“ - Картини на български художници от Златния фонд на колекцията на ОББ – Градска художествена галерия, Пловдив
- 2017 – „Дарението на художника Иван Христов“ – Изложбени зали „Рафаел Михайлов“, Велико Търново
- 2017 – По повод 30 години от кончината на големия български художник Иван Христов – „Живопис“ – Художествена галерия „Христо Цокев“, Габрово

## Творби
в Арт-Музей „Филипополис“, Пловдив
- „Родопски къщи“, рисувана 1935 – 1940 г. [1] 90/115, маслени бои на платно, неподписана.
- „Църквата Св. Йоан на Охридското езеро“, 1942 г. [2] 55/67,3, маслени бои на платно, подписана (долу вляво).

в ГХГ Пловдив
- „Крушум хан“. [3] маслени бои на платно, 90/120, подпис липсва, инв. №190.